# آنخل گونزالس (بازیکن فوتبال آرژانتین)
آنخل گونزالس (اسپانیایی: Ángel González‎؛ زادهٔ ۱۶ مهٔ ۱۹۹۴) بازیکن فوتبال اهل آرژانتین است.

## باشگاهی
از باشگاه‌هایی که در آن بازی کرده‌است می‌توان به باشگاه فوتبال گودوی کروز، باشگاه فوتبال استودیانتس و باشگاه فوتبال لانوس اشاره کرد.